# Severino Guscetti
Severino Guscetti (* 24. Juni 1816 in Mailand; † 20. April 1871 in Victoria, Australien), heimatberechtigt in Quinto, war ein Schweizer Politiker und Arzt. Von 1849 bis 1851 gehörte er dem Nationalrat an, danach bis 1854 dem Staatsrat des Kantons Tessin.

## Biografie
Guscetti wurde in Mailand geboren, wo sein Vater als Milchmann arbeitete und ein Lebensmittelgeschäft führte. Er absolvierte ein Medizinstudium an den Universitäten Wien und Pavia. Nach der Promotion im Jahr 1840 wirkte Guscetti rund ein Jahrzehnt lang in seiner Heimatgemeinde Quinto als Armenarzt. In der Leventina entfaltete vielfältige philanthropische und volkserzieherische Aktivitäten, mit denen er liberales Gedankengut verbreitete. Guscetti engagierte sich in der Abstinenzbewegung und förderte eine Volksbibliothek. Er übersetzte erzieherische und historische Schriften von Heinrich Zschokke sowie Sachbücher der Forstwirtschaft ins Italienische, ebenso verfasste er Geographie-Schulbücher.
Auf Anregung seines Freundes Stefano Franscini begann sich Guscetti in der Politik zu engagieren. 1848 wurde er in den Grossen Rat des Kantons Tessin gewählt. Nachdem Franscini zum Bundesrat gewählt worden war, kandidierte Guscetti im Februar 1849 mit Erfolg um dessen freigewordenen Sitz im Nationalrat. 1851 stellte er sich nicht zur Wiederwahl, stattdessen wurde er in den Tessiner Staatsrat gewählt. Als Vorsteher des Erziehungs- und Sanitätsdepartements setzte er sich für Agrarreformen, die Säkularisierung des Schulunterrichts auf der Sekundarstufe und die Organisation des kantonalen Gymnasiums in Lugano ein.
Aufgrund von Meinungsverschiedenheiten mit seinem Amtskollegen trat Guscetti 1854 als Staatsrat zurück und wanderte daraufhin mit seiner Familie nach Australien aus. Er liess sich in der Gegend von Ballarat in der damaligen britischen Kolonie Victoria nieder, dem Zentrum des victorianischen Goldrausches. Guscetti übte weiterhin den Arztberuf aus und versuchte sich in Landwirtschaftsspekulationen. 1864 gehörte er einer Kommission an, die mineralhaltige Quellen sicherte und so zur Entstehung des Kurortes Hepburn Springs beitrug.

## Schriften
- Breve descrizione geografica della Svizzera ad uso delle scuole secondarie della Svizzera italiana. Tipografia Veladini e Co., Lugano 1852.